# Юйцюань
Юйцюа́нь (кит. упр. 玉泉, пиньинь Yùquán) — район городского подчинения городского округа Хух-Хото автономного района Внутренняя Монголия (КНР).

## История
Это — самая старая часть Хух-Хото, именно здесь в 1575 году был основан город Гуйхуа.
В 1954 году Район № 3 города Гуйсуй был преобразован в район Юйцюань города Хух-Хото. В 1966 году район Юйцюань был переименован в район Сянъян (向阳区, «Обращённый к солнцу»), но в 1979 году ему было возвращено прежнее название.

## Административное деление
Район Юйцюань делится на 8 уличных комитетов и 1 посёлок.